# Alex Barron
Alex Barron (San Diego, 11 de junho de 1970) é um ex-automobilista norte-americano.

## Carreira

### CART
Após algum tempo competindo na Fórmula Ford 2000 e na Fórmula Atlantic (onde foi campeão em 1997), Barron chegou a fazer um teste com a Arciero-Wells Racing, como prêmio pelo título nesta última. A equipe gostou do que viu e ofereceu um contrato a ele, mas a aposentadoria do argentino Juan Manuel Fangio II, que disputara 2 temporadas pela All American Racers (equipe chefiada pelo ex-piloto de F-1 Dan Gurney), mudou os planos de Barron, que assinou com a equipe para o campeonato de 1998. Em sua primeira corrida, em Miami, chegou em 18º lugar. Sua melhor posição de chegada foi uma 12ª posição, conquistada nas provas do Rio de Janeiro e de Houston. Na etapa de Elkhart Lake, protagonizou um bizarro acidente: escalou o carro do compatriota Bryan Herta, que havia acabado de rodar após uma tentativa de ultrapassagem sobre Bobby Rahal. O Eagle-Toyota #36 foi retirado do Reynard-Ford #8 de Herta, que assim como Barron, não se feriu (embora o carro de Alex tenha passado por centímetros sobre a cabeça do piloto da Rahal). Em Vancouver, liderou por 12 voltas até bater na proteção de pneus.
Permaneceu na AAR durante as 7 primeiras provas da temporada de 1999, alcançando seu primeiro top-10 na categoria com o 9º lugar na corrida de Nazareth. Com os problemas financeiros que afetavam o time, Barron ficou fora de quatro provas (Portland, Cleveland, Road America e Toronto), retornando em Michigan, já pela equipe Penske, que vivia uma grave crise, chegando a disputar parte do campeonato apenas com Al Unser, Jr. e tendo, além de Barron, o uruguaio Gonzalo Rodríguez e o brasileiro Tarso Marques. Ausentou-se de mais sete corridas (Detroit, Mid-Ohio, Chicago, Vancouver, Laguna Seca, Houston e Surfers Paradise), regressando na prova de Fontana, onde abandonou.
Sem equipe para 2000, Barron ficou de férias durante todo o primeiro semestre, mas foi contratado pela equipe Dale Coyne para substituir o brasileiro Gualter Salles nas últimas cinco etapas da temporada. Sua melhor posição foi um 13º lugar em Houston.
Chegou a ser inscrito para disputar o GP do Texas de 2001 pela equipe Arciero-Blair Racing, mas a prova acabou cancelada. Sucedeu o brasileiro Max Wilson nas duas últimas corridas - Surfers Paradise e Fontana - , sendo que nesta última repetiu a nona posição conquistada em 1999. Sem planos para competir na categoria em 2002, Alex decidiu migrar para a IRL com a Blair.

## IRL e volta à Atlantic Championship

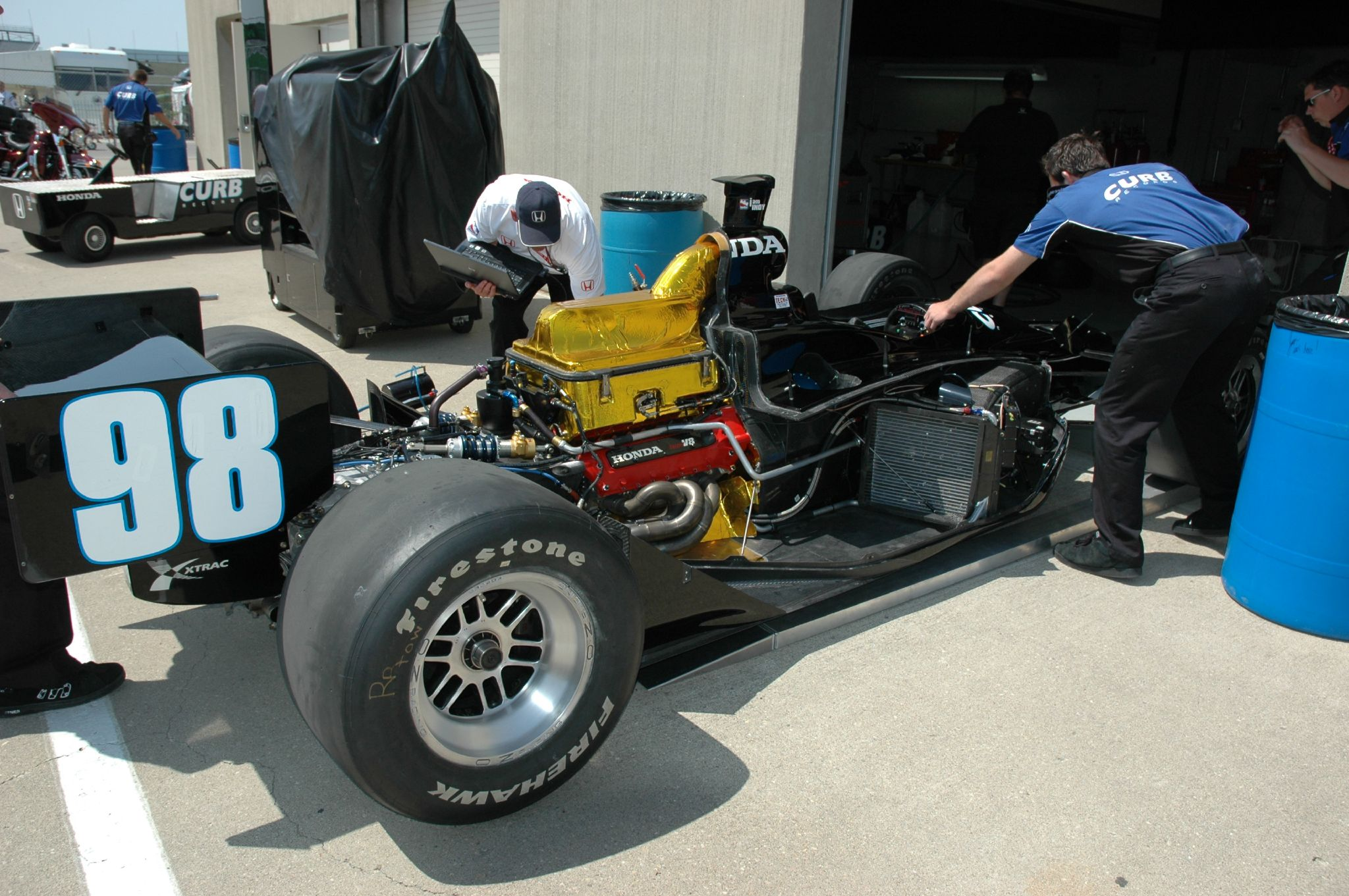
Mecânicos consertam o carro de Barron durante treinos da Indy 500 de 2007.

Pela IRL, Barron correu entre 2001 (uma prova pela equipe Sam Schmidt Motorsports) e 2005, retornando em 2007. Em 2002 e 2003, conquistou suas duas vitórias na categoria. A última corrida na IRL foi a Indy 500 de 2007, onde chegou em 15º lugar, representando a CURB/Agajanian/Beck Motorsports.
Sem vaga na IRL para 2006, voltou à Atlantic Championship (então batizada de Champ Car Atlantic Championship) para disputar a temporada daquele ano, defendendo a equipe Polestar Racing Group, fechando o campeonato em 14º, com 96 pontos. O californiano se aposentou das pistas pela primeira vez em 2008, após disputar as 24 horas de Daytona.
Em 2018, Barron deixou a aposentadoria para correr na F1600 Championship Series, pilotando um Ford. Encerrou definitivamente a carreira de piloto no ano seguinte após competir na Blancpain GT World Challenge America e no IMSA Prototype Challenge, com desempenho mediano em ambas as categorias.

### 500 Milhas de Indianápolis
| Ano  | Chassi  | Motor     | Partida | Chegada | Equipe                          |
| ---- | ------- | --------- | ------- | ------- | ------------------------------- |
| 2002 | Dallara | Chevrolet | 26      | 4       | Blair Racing                    |
| 2003 | G-Force | Toyota    | 25      | 6       | Mo Nunn Racing                  |
| 2004 | Dallara | Chevrolet | 24      | 12      | Team Cheever                    |
| 2005 | Dallara | Toyota    | 22      | 13      | Team Cheever                    |
| 2007 | Dallara | Honda     | 26      | 15      | CURB/Agajanian/Beck Motorsports |